# Dits de la mà

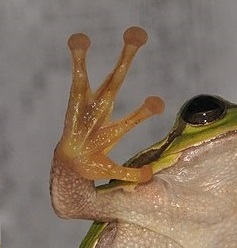
Els dits d'una reineta arbòria.

Un dit de la mà és un dit prominent a les extremitats anteriors de la majoria dels animals vertebrats tetràpodes, especialment aquells amb extremitats prensils (és a dir, mans) com els humans i altres primats. La majoria dels tetràpodes tenen cinc dígits (pentadactília), i els dígits curts (és a dir, significativament més curts que el metacarpià / metatarsià) s'anomenen normalment dits dels peus, mentre que els que són notablement allargats s'anomenen dits de les mans. En els humans, els dits estan articulats de manera flexible i oposables, i serveixen com un òrgan important de sensació tàctil i moviments fins, que són crucials per a la destresa de les mans i la capacitat d' agafar i manipular objectes.

## Dits de vertebrats terrestres
Com que els vertebrats terrestres van evolucionar a partir de peixos amb aletes lobulars, les seves extremitats anteriors són filogenèticament equivalents a les aletes pectorals dels peixos. Dins dels tàxons dels vertebrats terrestres, el pla pentadàctil bàsic i, per tant, també els metacarpians i les falanges, pateixen moltes variacions. Morfològicament els diferents dits dels vertebrats terrestres són homòlegs. Les ales dels ocells i les dels ratpenats no són homòlogues, són òrgans de vol analògics. Tanmateix, les falanges dins d'elles són homòlogues.
Els ximpanzés tenen extremitats inferiors especialitzades per a la manipulació i, probablement, també tenen els dits de les mans (en lloc dels dits dels peus) a les extremitats inferiors. En el cas dels primats en general, els dits de la mà s'anomenen aclaparadorament "dits". Els dits dels primats tenen tant ungles com empremtes dactilars.
S'han realitzat investigacions sobre el desenvolupament embrionari de pollastres domèstics que mostren que entre els teixits que esdevenen els dits dels peus es forma una cinta interdigital que posteriorment retrocedeix per apoptosi. Si no es produeix l'apoptosi, la pell interdigital roman intacta. Molts animals han desenvolupat peus palmejats o pell entre els dits d'això com la granota voladora de Wallace.

## Dits humans
Normalment els humans tenen cinc dits, els ossos dels quals s'anomenen falanges, a cada mà, encara que algunes persones en tenen més o menys de cinc a causa de trastorns congènits com la polidactília o l'oligodactilia, o amputacions accidentals o intencionades. El primer dígit és el polze, seguit del dit índex, el dit mitjà, el dit anular i el dit petit o el dit petit. Segons diferents definicions, el polze es pot anomenar dit, o no.
Els diccionaris descriuen el dit com a un dels cinc dígits, inclòs el polze, o un dels quatre dígits excloent el polze (en aquest cas es numeren de l'1 al 4 començant amb el dit índex més proper al polze).